# 마이트 앤 매직
《마이트 앤 매직》(Might and Magic)은 1996년에 3DO의 자회사가 된 뉴 월드 컴퓨팅의 롤플레잉 비디오 게임 시리즈이다. 이 시리즈의 프로듀서는 Jon Van Caneghem이다.
마이트 앤 매직은 The Bards Tale, 울티마 시리즈, Wizardry 시리즈와 더불어 초기 PC 롤플레잉 게임들의 예들 가운데 하나이다.
오리지널 마이트 앤 매직 시리즈는 3DO 컴퍼니의 폐쇄와 함께 끝이 났다. 마이트 앤 매직이라는 이름의 권리는 유비소프트가 1,300,000 미국 달러에 구매하였으며 유비소프트는 이전의 콘티뉴이티와의 명백한 연결 없이 새로운 시리즈로 시리즈를 리부트하였는데 히어로즈 오브 마이트 앤 매직 V과 다크 메시아 오브 마이트 앤 매직 게임과 함께 시작한다.

## 역사
이 시리즈에는 10개의 게임이 있다:
- 마이트 앤 매직 Book One: The Secret of the Inner Sanctum (1986년, 애플 II, 맥, MS-DOS, 코모도어 64, NES, MSX, PC 엔진)
- 마이트 앤 매직 II: Gates to Another World (1988년, 애플 II, 아미가, MS-DOS, 코모도어 64, 맥, 메가 드라이브, 슈퍼 패미컴 (유럽 전용), 슈퍼 패미컴 (일본 전용임. 유럽판과 차이가 있음), MSX, PC 엔진)
- 마이트 앤 매직 III: Isles of Terra (1991년, MS-DOS, 맥, 아미가, SNES, 메가 드라이브, Sega CD, PC 엔진)
- 마이트 앤 매직 IV: Clouds of Xeen (1992년, MS-DOS, 맥)
- 마이트 앤 매직 V: Darkside of Xeen (1993년, MS-DOS, 맥)
  - 마이트 앤 매직: World of Xeen (1994년, MS-DOS, 맥)
- 마이트 앤 매직 6 (1998년, 윈도우)
- 마이트 앤 매직 VII: For Blood and Honor (1999년, 윈도우)
- 마이트 앤 매직 VIII: Day of the Destroyer (2000년, 윈도우)
- 마이트 앤 매직 IX (2002년, 윈도우)
- 마이트 앤 매직 X: 레거시 (2014년, 윈도우)

### 엔솔로지
- 마이트 앤 매직 트리올로지 (1993년): 마이트 앤 매직 게임 III, IV, V 및 팬이 제작한 Swords of Xeen을 포함한다.
- 마이트 앤 매직 I, II, III, IV, V: Collection Classique (1998년): 게임 I-V가 포함되어 있다.
- 얼티밋 마이트 앤 매직 아카이브 (1998년): 처음 5개의 마이트 앤 매직 게임, World of Xeen, 팬이 만든 Swords of Xeen를 포함한다.
- 마이트 앤 매직 VI: The Mandate of Heaven - 한정판 (1998년): CD-ROM의 최초 5개의 게임을 포함했던 마이트 앤 매직 VI의 컬렉터스 에디션.
- 마이트 앤 매직 VI: The Mandate of Heaven - 특별판 (1998년): 마이트 앤 매직 게임 I, II, III, IV, V 및 팬이 만든 Swords of Xeen도 포함한다.
- 마이트 앤 매직 식스팩 (1998년): 처음 6개의 마이트 앤 매직 게임을 포함한다.
- 마이트 앤 매직 밀레니엄 에디션 (1999년): 마이트 앤 매직 IV, V, VI, VII를 포함한다.
- 마이트 앤 매직 (플래티넘 에디션) (2002년): 마이트 앤 매직 게임 VI, VII, VIII, IX를 포함한다.